# 曽田茉莉江
曽田 茉莉江（そだ まりえ、1992年4月27日 - ）は、日本の女性タレント。女性アイドルグループ「美少女クラブ31」のメンバー。
愛知県名古屋市出身。HONEST所属。

## 略歴
2004年、第10回全日本国民的美少女コンテスト出場。その後美少女クラブ31に2期メンバーとして加入。
2005年、2005年日本国際博覧会（愛・地球博）の私設応援団として、美少女クラブから選抜した「だがやクラブ」に参加。
2006年5月、『新キッズウォー2』でドラマ初出演。
2010年、カプコン『モンスターハンター ポータブル3rd』看板娘としてPR活動。同年9月の東京ゲームショウにも出演した。
2011年4月から2017年3月まで、日本テレビ系朝の情報番組『ZIP!』にレギュラー出演。在籍期間は6年と最長だった。
2021年8月28日、芸能事務所HONESTに移籍したことを発表。
2022年4月27日、結婚を発表。

## 出演

### テレビドラマ
- 新キッズウォー2（2006年、CBC制作 / TBS系列） - 彩夏 役
- ママの神様（2008年、CBC制作 / TBS系列） - 小田桐紅美 役
- 新・ミナミの帝王（2012年、関西テレビ） - エリ 役
- 市長はムコ殿（2012年、BS朝日） - 秋吉鈴音 役
- 35歳の高校生（2013年4月13日 - 6月22日、日本テレビ） - 小泉純一の前学校の生徒 役
- 孤独のグルメ Season4 第11話（2014年9月17日、テレビ東京） - 若い事務員 役
- ビンタ!〜弁護士事務員ミノワが愛で解決します〜（2014年、読売テレビ） - 坂梨敦子 役[1]
- 結婚に一番近くて遠い女（2015年3月6日、日本テレビ）
- 地味にスゴイ! 校閲ガール・河野悦子（2016年10月5日 - 12月7日、日本テレビ） - 佐藤百合 役
  - 地味にスゴイ!DX　校閲ガール・河野悦子（2017年9月20日）
- 准教授・高槻彰良の推察 Season2 第1話（2021年10月10日、WOWOW）
- ユーチューバーに娘はやらん! 第3話（2022年1月31日 、テレビ東京） - 千紗のクラスメイト 役

### ウェブドラマ
- 会社は学校じゃねぇんだよ 1話（2018年4月21日、AbemaTV） - 居酒屋の女 役
- ドクターY〜外科医・加地秀樹〜（2018-10-05）[6]
- 殺せなかった妻（2024年12月配信予定、UniReel） - 澪 役[7]

### テレビ番組
- GIRLS A GOGO!美少女クラブ31（2004年10月 - 2005年9月、テレビ朝日系列 / BS朝日）
- School girls（2007年2月3日・6日・10日・12日・19日・27日、つくばテレビ）
- ZIP!（2011年4月 - 2017年3月、日本テレビ）
- 冗談手帖 → 冗談騎士（2016年10月 - 、BSフジ） [8]
- キスマイBUSAIKU!?（2017年5月29日、8月21日、10月26日、フジテレビ） - VTRにマイコ役で出演。
- news every.（2019年6月- 、日本テレビ） - 18時台・特集リポーター

### ラジオ
- 関根勤のスポパラ（文化放送、2013年9月-2010年9月）

### CM
- 全国銀行協会 イメージキャラクター（2012年 - ）
  - 「振り込め詐欺に気をつけて！」篇
  - 「ネットバンキング犯罪防止！」篇
  - 「緊急時の連絡先紹介」篇
- デイリーヤマザキ「春のパンまつり篇」（2015年2月 - ）

### 広告
- 全国銀行協会（2010年1月-2017年4月）

### 舞台
- カンコンキンシアター26 クドい! ブラジル美女=巨尻※個人の感想です。（2012年8月、東京グローブ座）
- カンコンキンシアター27 クドい! 飯尾ケニアに行く!（2013年8月、東京グローブ座）
- カンコンキンシアター28 クドい! メガネ男が、結婚できました!（2014年8月、東京グローブ座）
- カンコンキンシアター29 クドい! 尿路結石の痛みはゴロフキンのボディブロウと同等である（2015年8月、東京グローブ座）

### その他
- 防衛省広報誌『MAMOR』（2017年8月号、扶桑社） - 入間基地を訪問し、航空自衛隊の制服を着て撮影、表紙と巻頭グラビアを飾る。